# 부산지방우정청
부산지방우정청(釜山地方郵政廳, Busan Regional Communications Office)은 우정사업본부의 소속기관이다. 2011년 5월 30일 발족하였으며, 부산광역시 연제구 법원북로 33에 위치한다. 청장은 고위공무원단 나등급에 속하는 일반직공무원으로 보한다. 부산연제우체국과 청사를 공유한다.

## 직무
- 우편물의 접수·운송 및 배달
- 우체국예금·우체국보험 등 우체국금융사업

## 연혁
- 1906년 1월 10일: 부산우편국 발족.
- 1934년 10월 1일: 부산체신분장국으로 개편.
- 1940년 1월 30일: 부산지방체신국으로 개편.
- 1944년 10월 5일: 부산시 아미동으로 청사 이전.
- 1949년 11월 22일: 체신부 소속 부산지방체신청으로 개편.[2]
- 1970년 11월 17일: 관할구역 중 경상북도를 이관하여 대구지방체신청을 분리.[3]
- 1975년 2월 7일: 부산시 망미동으로 청사 이전.
- 1975년 6월 7일: 부산시 범일동으로 청사 이전.
- 1977년 6월 10일: 부산시 남천동으로 청사 이전.
- 1981년 12월 26일: 부산시 가야동으로 청사 이전.
- 1989년 3월 23일: 부산시 중앙동으로 청사 이전.
- 1994년 12월 23일: 정보통신부 소속으로 변경.[4]
- 2000년 7월 1일: 우정사업본부 소속으로 변경.[5]
- 2005년 6월 27일: 부산시 거제동으로 청사 이전.
- 2011년 5월 30일: 부산지방우정청으로 개편.[6]

## 관할구역
- 부산광역시
- 울산광역시
- 경상남도

## 조직

### 청장
| - 감사관실 우정사업국 - 우정계획과 - 우편영업과 - 우편물류과 - 예금영업과 - 보험영업과 사업지원국 - 운영지원과 - 인력계획과 - 회계정보과 | - 우체국 - 부산진우체국 - 부산우체국 - 동래우체국 - 남부산우체국 - 부산사상우체국 - 부산금정우체국 - 부산사하우체국 - 해운대우체국 - 북부산우체국 - 부산연제우체국 - 울산우체국 - 남울산우체국 - 마산우체국 - 창원우체국 - 진주우체국 - 김해우체국 - 양산우체국 - 동부산우체국 - 부산영도우체국 - 통영우체국 - 진해우체국 - 거제우체국 - 기장우체국 - 부산강서우체국 - 동울산우체국 - 거창우체국 - 고성우체국 - 남해우체국 - 마산합포우체국 - 밀양우체국 - 사천우체국 - 산청우체국 - 의령우체국 - 창녕우체국 - 하동우체국 - 함안우체국 - 함양우체국 - 합천우체국 - 우편집중국 - 부산우편집중국 - 진주우편집중국 - 울산우편집중국 - 창원우편집중국 - 물류센터 - 부산국제우체국 |